# 古斯塔夫·许格尔
古斯塔夫·许格尔（德語：Gustav Hügel，1871年—1953年），奥地利男子花样滑冰运动员，主攻单人滑。他曾代表奥地利参加世界花样滑冰锦标赛，获得三枚金牌和二枚银牌。